# 這個美妙的世界
《這個美妙的世界》是由史克威尔艾尼克斯的王国之心团队和Jupiter为掌上游戏机任天堂DS开发的动作角色扮演游戏。
游戏设定于现代的东京涩谷商业区，其独特艺术风格受自涩谷及其青年文化的启发。开发从Jupiter之前游戏《王国之心 记忆之链》的元素中汲取了灵感。游戏于2007年7月在日本发行，2008年4月在欧美发行。运行于iOS设备的强化版《這個美妙的世界 -独奏混音-》于2012年8月27日发行。衍生社交游戏《這個美妙的世界 -现场重混-》由史克威尔艾尼克斯与GREE合作开发，并于2013年5月和8月在日本Android和iOS商店上架。2018年1月11日，游戏宣布将在该年内登陆任天堂Switch主机上，游戏将以《美妙世界 -最终混音-》之名发售，對比原版增加遊玩方式，並且追加新劇情路線和角色；此外游戏还首次加入对繁体和简体中文的支持。
在游戏中，樱庭音操及其伙伴们被强迫参加决定他们命运的游戏。战斗系统使用了任天堂DS的许多独特功能，包括同时进行于双屏幕的战斗，通过特定触摸屏操作来攻击，或是对着麦克风喊叫。时尚、饮食和手机等日本青年文化元素都成为游戏任务的关键因素。
《這個美妙的世界》获得正面评价，其图形、原声和将涩谷设定融入游戏等方面都获得赞扬。而常见的不满则围绕着战斗中陡峭的学习曲线，以及不精准的触摸屏操作。游戏在日本首周当周成为第二畅销任天堂DS游戏，而北美首发当周则成为最畅销的DS游戏。王国之心漫画编剧兼画师天野白为游戏创作了改编漫画。
2020年11月23日史克威爾艾尼克斯宣佈將於2021年推出續作《新美妙世界》，平台為任天堂Switch、PlayStation 4和Microsoft Windows。

## 情节

### 设定
游戏发生于虚构的日本东京涩谷商业区。除了日常生活所在的Realground（RG）次元，还存在着决定死亡的Underground（UG）次元。UG是死神游戏的进行场所。死者（玩家）以自己最宝贵的东西为游戏入场费，来获得参与死神游戏的机会——如果获胜，就能够从高位灵魂形态中获得重生。游戏胜利者大多选择成为死神，即将来游戏参赛者的对手。这种用来判断人性的游戏每场为期一周。玩家需要按照谱曲家——管理涩谷的神般实体——制定的规则完成游戏。有一名死神担任游戏管理员，管理其他死神来阻碍参赛者。任务失败的玩家和死神的灵魂会消失，他的存在也就被随之抹消。
UG次元的参赛者在RG次元中不可见，但他们有时可以读取并影响RG次元人们的思想。UG经常出现叫做“噪音”的生物，他们会受到负面情绪的吸引。为完成死神的任务，玩家要经常通过“消除”负面情绪的方法来击败噪音。然而噪音同时存在于两个“空间”，只有两个参赛者从两个空间同时攻击才能消灭噪音；也就是说，两名参赛者需要结成契约才能生存。玩家通过手机短信接收任务，同时他们右手上会出现显示任务剩余时间的计时器。在一天的任务完成后，剩余的参赛者会发现他们来到了另一天任务的开始，而对这期间的时间没有感觉。

### 主要劇情
玩家在游戏中扮演樱庭音操，一名自称不愿与人接触，很少与他人交流的反社会男孩。包括和音操搭档的参赛者在内，其他角色由电脑控制。在第一场比赛中，音操的搭档是美咲四季，一名外貌变成她最好朋友的女孩；她本人的外貌即比赛入场费。音操第二个搭档是诡秘的男孩桐生义弥，他更喜欢约书亚的称呼。音操最后的搭档是尾藤大輔之丞，自称比特的前死神。比特为寻找让其妹妹尾藤来梦复活的方法而成为死神。来梦为了从噪音攻击下救出哥哥而牺牲。监督人羽狛早苗将来梦的灵魂束缚于可以召唤她噪音的徽章中，并将其交给比特。最后一场比赛的管理员虚西充妃粉碎了她的噪音，并将其变回徽章形式。
除了谱曲家和管理员外，还有其他干部级死神。每周游戏指挥家都会指定一名管理员领导死神阻挠参赛者，在阻挠音操的管理员中，最危险的是南師猩。他主动规避规则试图取代作曲家。死神希望以其游戏中的表现，进化为灵魂的最高存在——天使。天使层会监督游戏，如果游戏事关特别重大，他们就会送出一名天使担当游戏监督者。在游戏的三周中，监督者由羽狛早苗担任。他在游戏中伪装成咖啡店老板，指导新参赛者并叙述“秘密报告”，报告在游戏通关后完成特定任务时解锁。

### 剧情
游戏讲述了音操参与三周死神游戏的故事，他三周的搭档依次为四季、约书亚和比特。音操最开始对他没有如何死亡以及怎样到UG的记忆而困惑。在和搭档结成友谊时，他开始了解游戏的规则。在第一周后，得以重生的只有四季，她和音操约定将来在八公雕像前会面。音操收回了他作为入场费的记忆，但却仍然没有关于他临死时的记忆。然而四季成为音操最宝贵的东西，成为了音操第二周的新入场费。在第二周中，他回忆起了关于死亡的一些小细节；最终他认为他是被本场游戏管理员南师猩射杀的。在第二周的结尾，音操看到约书亚为了将自己从南师的爆炸中救出，而选择了自我牺牲。
因为约书亚是活人，故游戏被判作无效，音操被迫第三次参加游戏。这次他的入场费是其他全部参赛者，这意味着音操无法签任何契约，也就无法战胜噪音。然而比特立刻叛变了死神并和音操结成契约。音操和比特发现，死神与全部澀谷人都戴上了使他们思想同一化的特别红徽章。因没有任何需要完成的任务，二人冒险来到了虚构的“澀谷之川”，即第二周约书亚在寻找的地方。在河边，他们遇到了游戏指挥者北虹宠。北虹解释称，他试图通过红色徽章来重塑澀谷，这是和作曲家的挑战；如果他失败，他和涩谷都会被抹消。
就在此时，约书亚再次出现并称自己就是作曲家。约书亚归还了音操死前部分的记忆：约书亚将音操选为他挑战北虹的代理，而将其射杀。而南师则是为夺取作曲家的地位，试图枪杀人类状态下不具全力的约书亚。在利用音操伙伴攻击音操失败后，约书亚最后一次挑战音操：和约书亚枪决，决定涩谷的命运。音操对这个选择非常矛盾，并被约书亚射中。当音操再次醒来时，发现再次身处全向十字路口，他对此感到困惑，但这次却活了下来。
游戏结尾场景动画显示了7天后的RG。音操从宇田川走往八公像，去和比特、来梦与四季会面，他诉说了过去三周怎样让他变得更好。音操对不在场的约书亚称，他不会原谅他的所为，但他信任他。之后音操问道约书亚是否也将来到八公像。在通过通关后完成特定任务解锁的秘密报告中记录道，约书亚看到音操在几周游戏间的性格变化后，决定保留涩谷，并开始相信这是个理想的城市。

## 游戏系统
《這個美妙的世界》是一款动作角色扮演游戏，游戏分为三篇，主人公樱庭音操在每一篇中都要参加为期一周的死神游戏。玩家操作音操及其搭档探索涩谷并完成每日的任务。虽然游戏中，音操及其搭档需要完成的任务多有特定时限，但这时间和现实时间的流动无关。
涩谷被分为多个地区，一些地区在特定的日子不可到达或被结界封锁，玩家只能通过完成其附近死神的要求——比如消灭噪音符号、穿着特定品牌的服装，或携带特定道具——来解除结界。音操可以通过发动特殊徽章的能力扫描区域。扫描可以查看Realground次元非玩家角色的思绪与模因，这可能有助于剧情发展。扫描还可以发现区域中漂浮的随机噪音标志，有时噪音会在特定角色周围缠绕。玩家点击噪音符号即可开始战斗；每个噪音符号表示一场战斗。一次选择多个噪音符号就会开始多场连续战斗，虽然每场战斗的难度会递增，但战胜后获得的奖励也会更好。玩家可调整噪音的难度以及音操与搭档的生命值，但这也同时改变战斗可能得到的奖励。
每个区域都有影响游戏系统的时尚品牌。穿戴此区域所流行品牌的服装与徽章，道具的效果就会提升，而穿着此区域最不流行的服装则反之，其间的品牌不会有影响。不过，若身着特定品牌在区域中反复战斗，则可提升此品牌在该区域的流行度。玩家可以进入商店购买新徽章、服装和食物道具，食物会提升角色的基本属性，但在战斗中会逐渐消耗。
在完成游戏后，玩家可以任选剧情某天重玩，并以角色当前的能力值和所持道具再次开始事件。在完成每天的特定任务后，介绍情节背景的片段“秘密报告”就会解锁。此外通关后，玩家还可从游戏菜单进入“Another Day”，这追加的一天和主线任务无关，但解释了一些关于主线剧情的事件。《美妙世界》有一个类似于撞弹珠的小游戏“激撞徽章”，玩家设法用自己的徽章将其他玩家的徽章撞出游戏区。

### 徽章
《美妙世界》使用了“超能力徽章”，音操只有在戴上这种装饰性徽章后才能战斗。超能力徽章可用于战斗，玩“激撞徽章”游戏，也能交换金钱或装备。超能力徽章，特别是用于战斗的徽章，随着“徽章点数”（BP）的积累会进化为更强版本，从而变得更加强大。徽章点数通常通过战斗获得，但一段时间不玩游戏，或是与其它玩家DS玩家联机（即使无人可以联机）都能获得点数。这些方法影响游戏中徽章的成长。

### 战斗
游戏战斗系统名为“跨越战斗系统”。战斗在DS的两个屏幕同时进行，音操在触摸屏而搭档在上屏战斗，两个屏幕代表不同的“空间”；两名角色和存在于两个“空间”的共同敌人同时战斗。音操及其搭档在战斗中是同步的；他们使用相同的生命条，即使一名角色从未被攻击，团队仍然会因另一名角色受过多攻击而失败。在战斗中，两名角色间会互相传递绿色的“光球”，拥有光球的角色破坏力会增加。光球的转移由音操和搭档间的“同步率”决定，光球停留在高同步率角色上的时间会更长。玩家可以给音操与搭档装备改变光球传递速度的服装。
玩家需要根据音操当前所装备的徽章，来用触摸屏操作音操。操作方式可以是砍划敌人、快速点击屏幕发射子弹、压住敌人来进行伤害，还可以对着麦克风大喊造成全屏幕攻击。其它如生命恢复等徽章，要通过手动点击来生效。徽章有使用次数限制，之后需要用一定时间令其再启动。有的徽章在一系列战斗中的使用固定次数，战斗场景结束前无法再启动。音操在游戏开始至多只能装备两个徽章，最终可增至最大六枚。
玩家可通过按键控制上屏幕的音操搭档，不过玩家也可以选择让电脑协助控制。音操各搭档都使用卡牌系统；比如四季的卡牌是需要玩家将牌面朝下配对的齐纳卡片。当玩家通过十字键或功能键，按照一连串箭头选择一张卡牌后，搭档就会发动一次基本攻击。当卡牌满足卡片游戏规则时，玩家就会获得一颗星。当获得足够的星星后，玩家就可以让音操和搭档，通过默认显示在触摸屏右上角的“共鸣徽章”，发动强力的“融合攻击”。玩家还可以帮助搭档躲避攻击。

### 独奏混音
iOS《独奏混音》版继承了游戏的核心特性，但为单屏幕修改了战斗系统。音操和搭档都在同一屏幕作战。玩家不再直接控制搭档，但同步球依然在两角色间传递。双人攻击方面使用了融合计，并最终通过融合攻击按钮发动。在发动融合攻击时，玩家会开始改编自DS版卡牌配对的类似小游戏：比如和四季搭档中，玩家会短暂查看数张卡牌，并尽快将其配对。小游戏的成功率会影响随后融合攻击的力量。
《独奏混音》除了战斗变化外，还重绘了高清晰子图形，并为iOS设备的视网膜显示屏做了充分优化。游戏收录了原版原声和额外的重混曲目。游戏还有无线和社交媒体功能，玩家可以通过无线连接和其他玩家对战激战徽章，游戏还能连接玩家的社交媒体应用，并像游戏中扫描非玩家角色那样显示出来。

## 开发

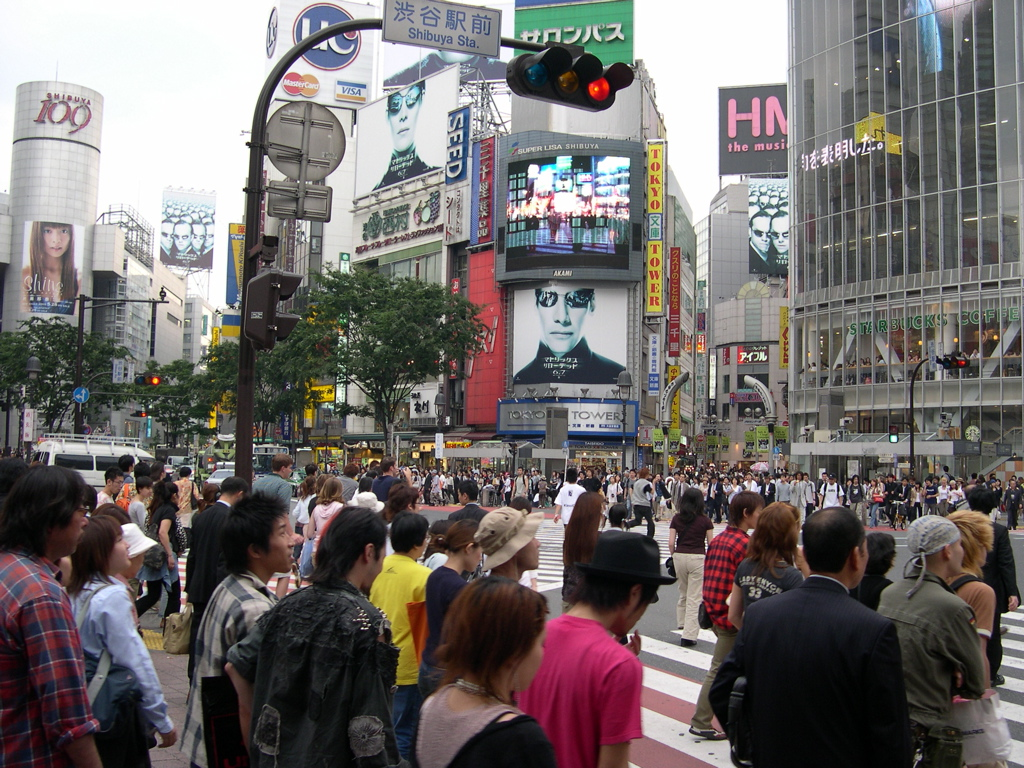
许多游戏场景以现实的涩谷为原型。109百货（最左上方）附近的全向十字路口出现在游戏中，并且用于游戏封面背景

《美妙世界》由王国之心系列创作团队和《王国之心 记忆之链》开发商Jupiter Corporation共同开发。游戏从日版发行两年半前，即《王国之心II》开发期和《王国之心 记忆之链》开发末期开始开发。在当时任天堂宣布了任天堂DS但尚未上市；史克威尔艾尼克斯要求团队专门为掌上机系统制作一款游戏。创意团队——包括神藤辰也（总监）、長谷川朋宏（共同总监）、荒川健（企划总监）和野村哲也（角色设计）——在2004年11月的“接触DS”活动中体验了DS。在演示后他们设想了一个下屏幕是卡牌游戏，上屏幕是动作扮演游戏的《记忆之链》版本。在游戏创作进行中，开发者意识到要强化触摸屏的使用，来创作“只能在DS上玩的游戏”。然而，他们遇到了过于关注下屏幕而忽视上屏幕的问题。双屏幕战斗系统的理念由此诞生。他们探讨了几个上屏幕游戏的选择，如指令制战斗或是音乐游戏，但当他们以玩家的眼光审视游戏时，最终决定使用卡牌游戏方式，玩家若愿意则可以选择操作该游戏。在完成日本版游戏时，团队认为双屏幕系统对海外用户太难，他们尝试将卡牌游戏制改为计量器制，计量器由音操的普通攻击填充，但这没能在发售前及时完成。不过在北美版中，团队修改了游戏开头“信息超载”的大量教学，将大量文字删减并允许跳过教学。为避免标准RPG系统常见的“练级”问题，开发者特意使用了“主动遇敌”系统，即玩家可以选择何时以及如何进入战斗。虽然开发团队加入了扫描非玩家角色读取心声的系统，但他们没有让此系统更深入游戏。
设计师除创作独特的游戏系统外，还想围绕现实地点构造游戏。最初他们计划用全世界的大量地点做设定，但因为可操作问题而将范围缩窄到特定城市。最终在开发第一年内，神藤选择涩谷作主设定，虽然此地对于海外玩家很陌生。团队试图为确保游戏准确描绘城市，并未经许可到建筑屋顶展开“地点狩猎”拍摄照片。游戏复制了涩谷的轮廓，保留了现实的地标，并出于版权原因重新命名了商店和建筑；比如109大楼就重命名为“104大楼”，毗邻全向十字路口最繁忙的一家星巴克 改名为“内陆咖啡”。游戏的成功使爱好者前往此区旅游，将游戏地点和现实地点对号。涩谷的选材还吸收其它游戏事物，如食品、服装以及手机使用。团队最初想用涩谷附近的涂鸦艺术当作玩家游戏力量的来源，但这太难表现；最终游戏使用了超能力徽章。
团队认为，为帮助区分其它史克威尔艾尼克斯作品，并更好的表现他们对游戏的想象力，故决定使用二维而非三维图形。在背景画面总监大馆隆幸首次获悉任务时，他认为现代设定太无聊，并以高度扭曲、棱角分明的涩谷图像来避免这点；其他创意团队成员认为这种方法相当适合游戏。至于战斗，上屏幕的背景选择了视觉兴趣，而下屏幕的背景则设计的强调游戏性。大馆还负责超能力徽章的原图，他为各种图形的设计结合流行艺术与宗族的。野村哲也和小林元设计角色。角色根据现实东京背景设计，而服装则按照角色个性设计。小林同时负责游戏非玩家角色的设计，并称大多数设计在最终成品中采纳。长谷川负责设计噪音怪物，并想让它们在变成骷髅前给人留下印象。为配合游戏中人类情感的主题，长谷川选择狼或乌鸦等生物传达这种感觉。为在游戏中显示噪音的战斗，开发者从数个角度绘制2D子图形，并为预渲染子图形使用转描机，同时为确保子图形原画匹配游戏风格，史克威尔艾尼克斯和Jupiter之间反复交流，而神藤每周花两个半小时在东京和京都往返检查进程。
对于情节，开发者确信他们希望“正确的将玩家以及他们所要做的事情交给行动，而不需要解释”，并为玩家营造了一种紧迫与神秘感。他们为游戏情节设计了一个初稿，并将其交给编剧平野幸江和剧本事件企划石田裕加里充实。拿回来的版本非常贴近游戏情节的最初设想。但情节填写依然存在困难，他们只顺利进展到约一半之处，即便如此，为创作游戏主图像，他们还是改动了之前的内容。在游戏最终质检时，他们发现了几处必须解决的游戏情节矛盾。史克威尔艾尼克斯本地化团队在将大部分对话和界面项目翻译为英文及其它欧洲语言时，为不失去游戏文化而保留了许多日本元素。团队还受制于对游戏话框气球的大小，他们为不丢失游戏情节有效内容而采取了数项措施。
游戏日版名的英译“It's Wonderful World”因为版权原因未在国际上使用。游戏在北美和欧洲以“The World Ends with You”为题发行。史克威尔艾尼克斯在2006年9月13日正式公布了游戏，并在两周后的2006东京电玩展首次展示。史克威尔艾尼克斯在2007年12月5日宣布称，游戏于2008年4月在欧洲和澳洲发行，类似的北美发售消息则公布于2007年12月17日。
日本发行了和“亮银”色任天堂DS Lite同捆的特别版《這個美妙的世界》。游戏前期剧情由天野白改编为两章的单话漫画，并刊载于两期《月刊少年Gangan》上。漫画在北美通过史克威尔艾尼克斯会员网站在线发行。野村和神藤辰野都称，他们希望有机会创作游戏续作。音操、四季、约书亚、比特和来梦都在《王国之心3D 梦降深处》中以非玩家角色登场，挑战类似于死神游戏的任务。这些配角是首次在王国之心系列登场的非迪士尼且非最终幻想角色。
游戏iOS移植版《這個美妙的世界 -独奏混音-》于2012年8月27日发行。iOS版使用了DS原版的原声重混。iOS版游戏结尾暗示可能有续作，但史克威尔艾尼克斯从未确认新游戏。
由史克威尔艾尼克斯和GREE共同开发的智能手机社交类动作游戏《這個美妙的世界 -现场重混-》于2013年5月和2013年8月在日本Android和iOS市场上架，2014年2月游戏停止服务。

### 原声音乐
《美妙世界》的原声音乐由石元丈晴谱写并制作。游戏音乐涵括多种流派，将摇滚、嘻哈和电子乐集合的设计对应了各种情绪的涩谷。显示职员表时播放的歌曲是日本流行乐艺术家Jyongri的《Lullaby for You》。开发者使用了CRI中间件公司的救世主音流——通常用于画外音的压缩算法——来压缩原声让歌曲更适合游戏媒体，以取代更占用空间的Flash动画式全动态影像过场。游戏最终版原声占用了约1/4（即32 MB）的游戏媒体。
游戏官方原声《這個美妙的世界原声音乐》（すばらしきこのせかい ORIGINAL SOUNDTRACK）于2007年8月22日在日本发行，并在多数英语iTunes Store上销售。但该版本未收录四首日本外本地化版的特有曲目，只是简单将日版原声数字化。其中三首曲目《Someday》、《Calling》和《Twister》后来重混收录于任天堂3DS作品《王国之心3D 梦降深处》。
修正版原声《這個美妙的世界 - Crossover》于2012年9月20日发行。其收录了DS游戏原版音乐，《王国之心3D 梦降深处》的重混版《Calling》、《Someday》和《Twister》，以及iOS版游戏的重混音乐。
史克威尔艾尼克斯2008年6月25日在日本iTunes商店发行了数字版6曲目迷你专辑（EP）《這個美妙的世界 + The World Ends with You》（すばらしきこのせかい + The World Ends with You）。该版本收录了国际版游戏独有的四首曲目，以及英语版《结束 开始》（オワチハジマリ）和重混版《Twister》。一张19曲目版的专辑于2008年7月30日通过实体CD和iTunes发行。

## 评价
《這個美妙的世界》获得积极评价与商业成功。《Game Informer》授予其2008年5月月度掌机游戏奖。IGN授予游戏编辑推荐奖，并将其列为4月月度DS游戏。游戏在日本首发周成为该统计周第二畅销DS游戏。游戏2007年在日本售出19.3万套。《這個美妙的世界》2008年4月间在北美售出4.3万套。第一批出货于5月中旬售罄，第二批出货于2008年6月中旬发出。游戏发行首周成为最畅销DS游戏，并于两周后再度登顶。截至2008年9月30日，《這個美妙的世界》在北美售出约14万套，在欧洲售出约2万套。
评论称赞游戏与史克威尔艾尼克斯的最终幻想与王国之心等畅销游戏有着巨大不同。图形呈现和原声都获得高度评价。评论还认为，最初，角色设计和之前的史克威尔艾尼克斯作品太过相似，且从某种角度令人扫兴，尽管使用涩谷设定中的他们“绝对有着他们的元素”。一些评论还因跨越战斗系统对新玩家太过复杂而不满；Eurogamer的评论认为“全靠自己”来学习复杂的战斗系统是游戏的重大障碍。《GamePro》认为触屏笔输入不够精准，经常误移动或发动攻击。另一方面，系统因其很亲和，可以改变游戏系统难度而获得赞扬。1UP.com的评论总结称，游戏远超其各部分的总和：“不管怎样来说，《這個美妙的世界》都应是一噱头、老生常谈。但不知何故，所有本应难以忍受的东西都开始有条不紊，并创造了一款比本来远为独特、有趣、令人上瘾的游戏。”
《這個美妙的世界》获得IGN网站的数项奖项，包括最佳任天堂DS角色扮演游戏、任天堂DS游戏最佳剧情、最佳DS新知识产权，以及最佳年度任天堂DS游戏。游戏还获得其它奖项提名，包括任天堂DS游戏最佳原声配乐，以及最佳任天堂DS游戏艺术设计。游戏获得《任天堂力量》最佳2000年代任天堂系统游戏第十名。
《這個美妙的世界 -独奏混音-》获得IGN的9.5分与编辑推荐奖，他们称赞了游戏移植与追加要素，但对零售价和通用兼容性（iPhone/iPad Touch和iPad版游戏必须分别购买）表示批评。Kotaku也批评游戏的高价与无通用兼容性“站不住脚”，但他们也称赞了游戏在操作性上的移植“在许多方面，（iPad版）比其DS版的感觉更舒适”。

## 電視動畫
2020年7月，史克威尔艾尼克斯公布了基于游戏制作的电视动画《美妙世界 The Animation》（The World Ends With You - The Animation）。动画2021年4月10日开始播放。

### 主題曲
片頭曲「Calling -Animation OP ver.-」
填詞：SAWA，作曲：石元丈晴，主唱：Leah
片尾曲
（第1話－第12話）
作曲：石元丈晴，主唱：ASCA

### 各話列表
| 話數 | 日文標題 | 中文標題               | 劇本   | 分鏡                        | 演出                        | 作畫監督                                        |
| ---- | -------- | ---------------------- | ------ | --------------------------- | --------------------------- | ----------------------------------------------- |
| #01  |          | 死神遊戲               | 後藤綠 | 清水朱音                    | 清水朱音                    | 松浦有紗、清水朱音、曺惠正                      |
| #02  |          | 四季                   | 後藤綠 | 清水朱音                    | 清水朱音                    | 松浦有紗、清水朱音、李盛才                      |
| #03  |          | 消滅                   | 後藤綠 | 清水朱音、中西明日香        | 清水朱音                    | 松浦有紗、清水朱音 朴領熙                       |
| #04  |          | 死神                   | 後藤綠 | 清水朱音、根本柚 鈴木優太朗 | 高橋理惠                    | 松浦有紗、清水朱音 朴領熙                       |
| #05  | CAT      | CAT                    | 後藤綠 | 及川雄大、中西明日香        | 及川雄大、關繪里奈          | 清水朱音、李盛才 曺惠正、金起燁                 |
| #06  |          | 領地                   | 後藤綠 | 清水朱音                    | 清水朱音、關繪里奈 高橋理惠 | 松浦有紗、清水朱音、高垣 李盛才、曺惠正、朴領熙 |
| #07  |          | 約書亞                 | 後藤綠 | 高垣、及川雄大              | 及川雄大                    | 松浦有紗、清水朱音、高垣 李盛才、嚴翼鑛、朴領熙 |
| #08  |          | 緊急呼叫               | 後藤綠 | 金子拓磨、高橋理惠          | 高橋理惠、清水朱音          | 松浦有紗、清水朱音、高垣 李盛才、嚴翼鑛、朴領熙 |
| #09  |          | 來夢與比特             | 後藤綠 | 清水朱音、高垣              | 金有千、吳銀洙 海江田美幸   | 松浦有紗、清水朱音、高垣 李盛才、任善熙、朴領熙 |
| #10  |          | 這個世界數之不盡的不幸 | 後藤綠 | 高垣、及川雄大              | 及川雄大、矢島加奈子        | 清水朱音、高垣 杜偉峰、毛曼麗、誠宇動畫         |
| #11  |          | 審判之刻               | 後藤綠 | 清水朱音、大西佑希          | 關繪里奈、及川雄大          | 清水朱音、李盛才 任善熙、朴領熙                 |
| #12  |          | 美麗新世界             | 後藤綠 | 松浦有紗                    | 松浦有紗                    | 松浦有紗、MICO 張民浩、朴祗陞                   |

## 續作
2020年11月23日，史克威尔艾尼克斯公布了本作的新作《新·美妙世界》（新すばらしきこのせかい），将有新主角们登场，游戏背景依旧是涩谷。游戏相比本作转为使用3D化的游戏形式。该作计划于2021年夏季发售在任天堂Switch和PlayStation 4平台上。